# Rowenta

Företagets logo.

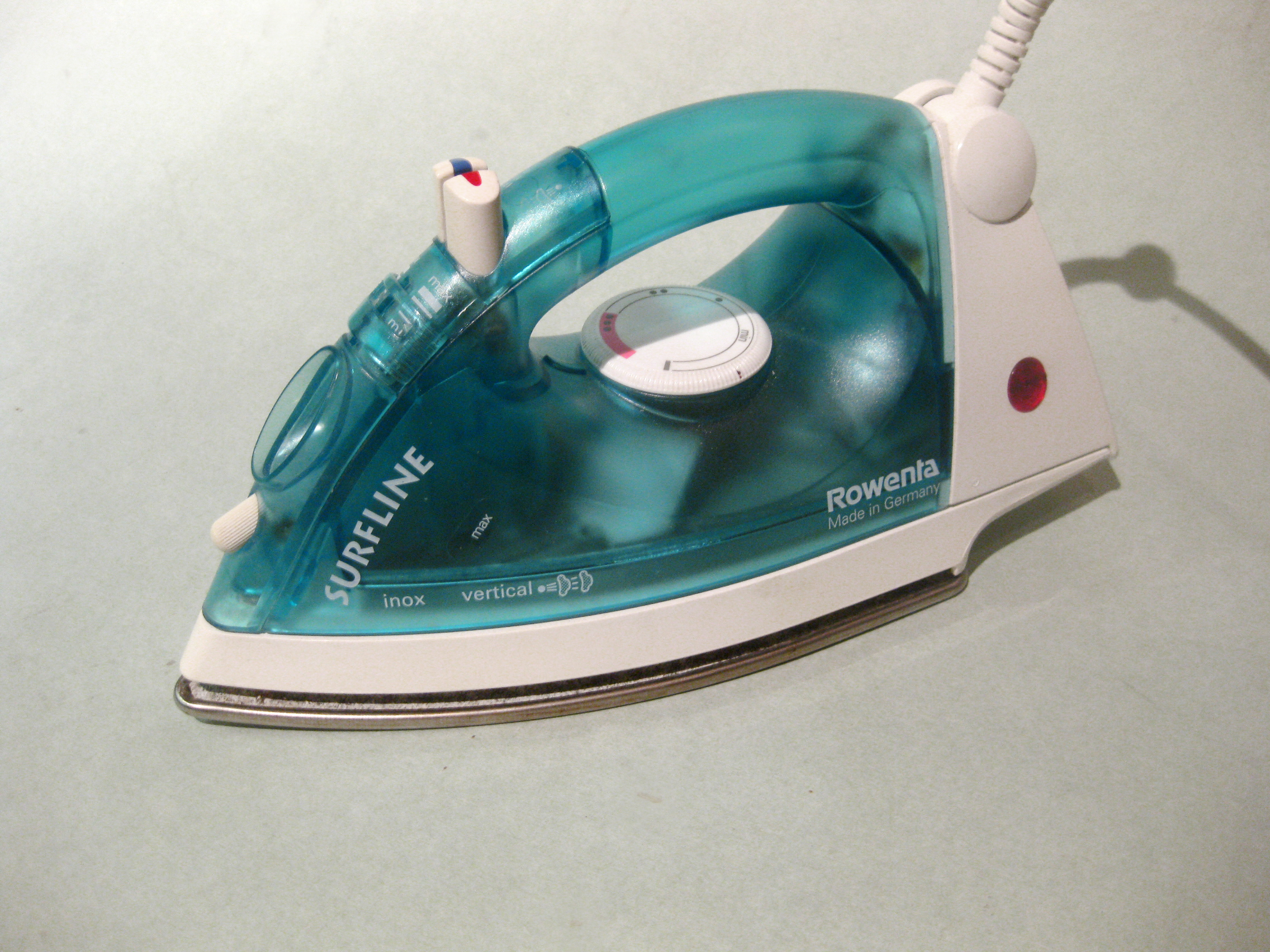
Strykjärn från Rowenta.

Rowenta är en tillverkare av köks- och hushållsprodukter som ingår i den franska koncernen Groupe SEB (tillsammans med märken som Krups, Tefal och Moulinex).